# Acrotocepheus bucephalus
Acrotocepheus bucephalus är en kvalsterart som beskrevs av Balogh 1970. Acrotocepheus bucephalus ingår i släktet Acrotocepheus och familjen Otocepheidae. Inga underarter finns listade i Catalogue of Life.